# Divaena
Divaena là một chi bướm đêm thuộc họ Noctuidae.

## Loài
- Divaena haywardi (Tams, 1926)